# Kościół Najświętszego Serca Pana Jezusa w Jaćmierzu
Kościół Najświętszego Serca Pana Jezusa w Jaćmierzu – drewniany polskokatolicki kościół parafialny pw. Najświętszego Serca Pana Jezusa, zbudowany w 1925, znajdujący się w miejscowości Jaćmierz.
Należy do dekanatu podkarpackiego, diecezji krakowsko-częstochowskiej, Kościoła Polskokatolickiego w Rzeczypospolitej Polskiej.

## Historia
W 1921 w Jaćmierzu doszło do podziału wyznaniowego. W wyniku konfliktu wikariusza miejscowej parafii z biskupem przemyskim, rozgoryczona część wiernych rzymskokatolickich, głównie reemigrantów z USA, utworzyła wspólnotę religijną kościoła polskokatolickiego. Wspólnota nie dysponowała własną świątynią i korzystała z kościoła polskokatolickiego w pobliskiej Bażanówce. Uciążliwość dochodzenia wiernych do Bażanówki, stała się potrzebą budowania własnej świątyni w Jaćmierzu. Budowę rozpoczęto w 1924, by w rok później ją zakończyć. W 1925 roku odprawiono pierwszą mszę rezurekcyjną.

## Architektura i wyposażenie
Drewniana budowla ma układ salowy, na planie prostokąta. Dach dwuspadowy kryty blachą. Na jego kalenicy sześciokątna wieżyczka. Od frontu przedsionek o dwuspadowym dachu, również kryty blachą.
Wewnątrz ściany pokryte drewnianą boazerią. Wnętrze oświetlone jest sześcioma oknami, półkolistymi u góry. Na wyposażenie składają się: trzy współczesne ołtarze, chór muzyczny, szereg ławek po obu stronach nawy.
Obok świątyni znajduje się murowana dzwonnica parawanowa.

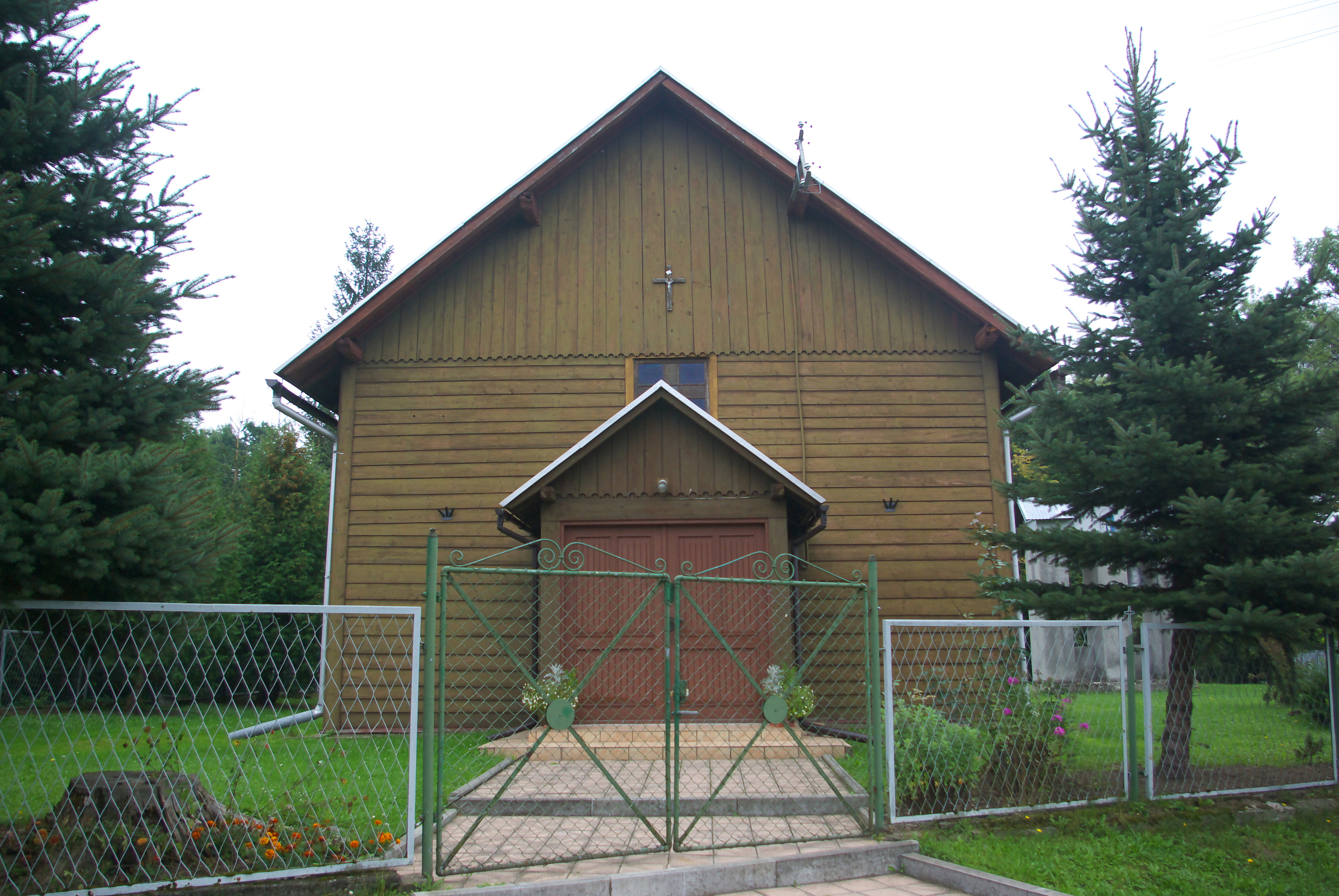
Elewacja frontowa
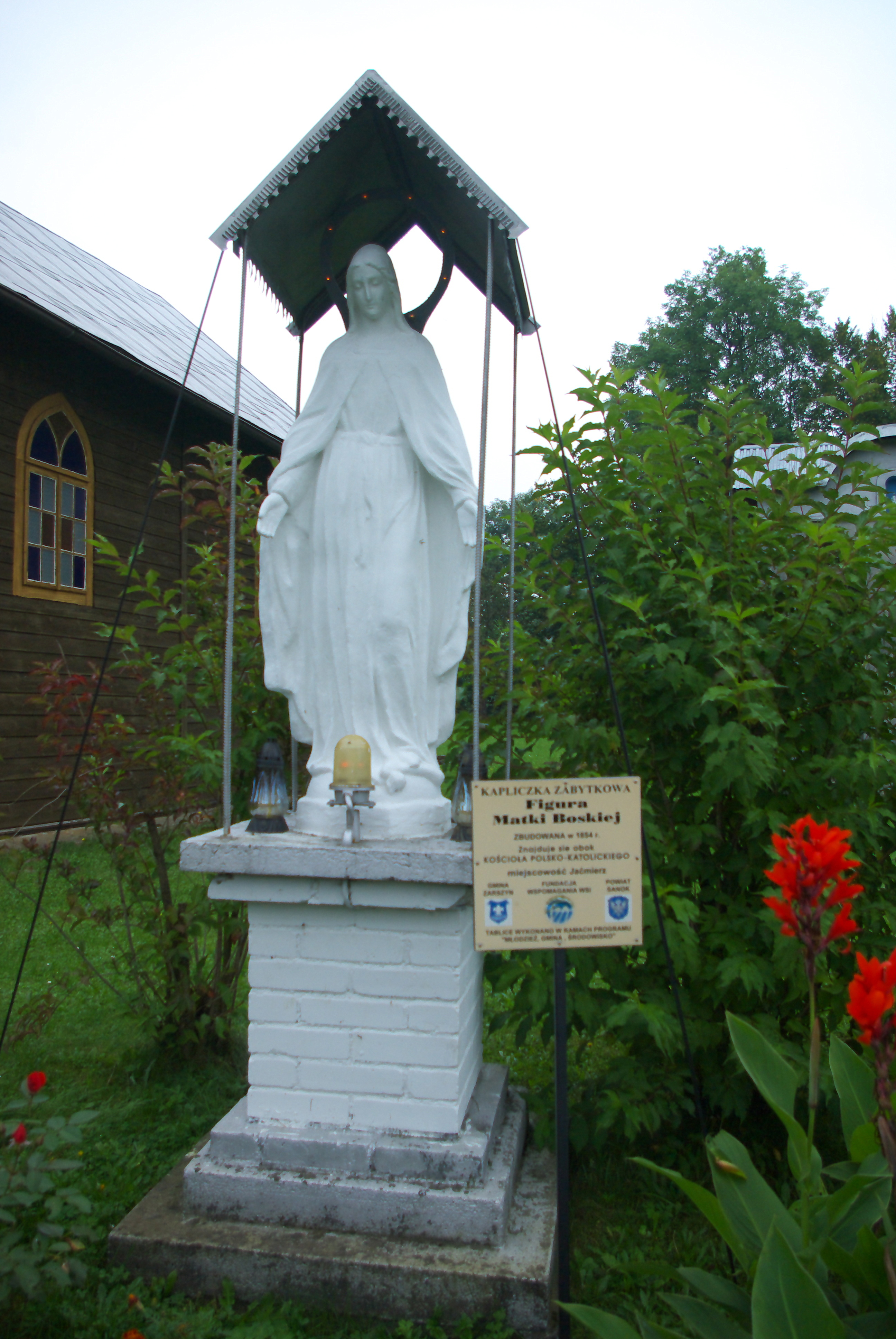
Figura Matki Bożej przy kościele
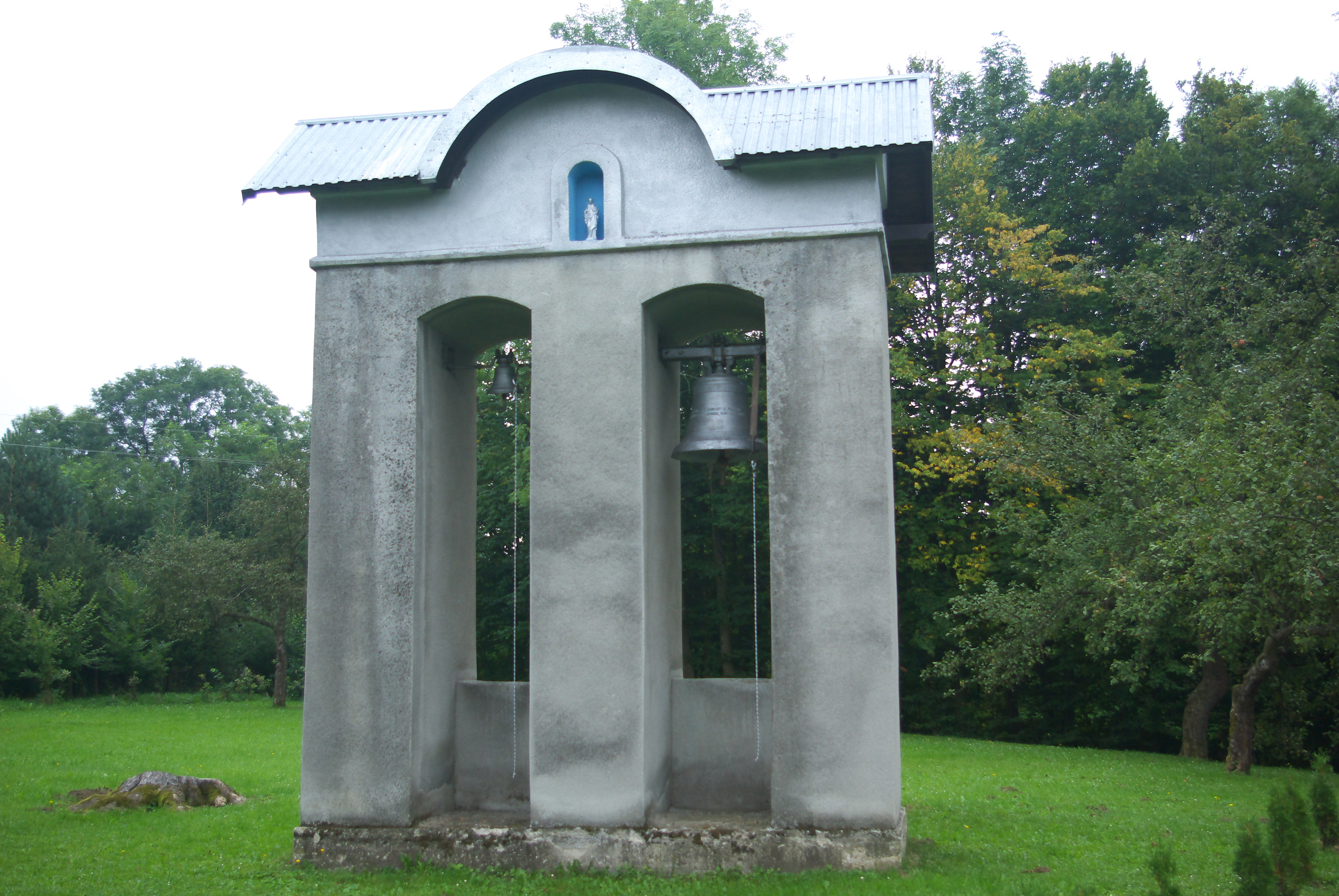
Dzwonnica